# Heidi Rosenbaum
Heidi Rosenbaum (* 9. Januar 1943 in Hannover) ist eine deutsche Volkskundlerin.

## Leben
Das Studium (1962–1967) in Hamburg und Göttingen schloss sie als Diplom-Sozialwirtin ab. Von 1967 bis 1973 war sie wissenschaftliche Assistentin am Soziologischen Institut der Universität Marburg. Nach der Promotion 1971 zum Dr. phil. an der Philosophischen Fakultät in Marburg hatte sie 1974 und 1975 ein Habilitationsstipendium der DFG. Nach der Habilitation 1981 am Fachbereich Sozialwissenschaften der Universität Göttingen (Venia legendi für Soziologie) bearbeitete sie von 1983 bis 1991 das DFG-Projekt „Wandlungen der Rolle des Vaters in deutschen Arbeiterfamilien im frühen 20. Jahrhundert“. 1992 wurde sie zur außerplanmäßigen Professorin ernannt. 1993 wurde sie zur Professorin für das Fach Volkskunde/Europäische Ethnologie in Göttingen ernannt. Seit 1999 leitete sie das Projekt „Kinderalltag im Nationalsozialismus“ (finanziert von der VolkswagenStiftung). 2006 erfolgte die Pensionierung.
Ihre Forschungsschwerpunkte sind historische Familienforschung, Kindheitsforschung und Arbeiterkulturforschung.

## Schriften (Auswahl)
- Familie als Gegenstruktur zur Gesellschaft. Kritik grundlegender theoretischer Ansätze der westdeutschen Familiensoziologie. Stuttgart 1978, ISBN 3-432-84702-5.
- Formen der Familie. Untersuchungen zum Zusammenhang von Familienverhältnissen, Sozialstruktur und sozialem Wandel in der deutschen Gesellschaft des 19. Jahrhunderts. Frankfurt am Main 1996, ISBN 3-518-27974-2.
- mit Elisabeth Timm: Private Netzwerke im Wohlfahrtstaat. Familie, Verwandtschaft und soziale Sicherheit im Deutschland des 20. Jahrhunderts. Konstanz 2008, ISBN 3-86764-065-3.
- „Und trotzdem war’s 'ne schöne Zeit“. Kinderalltag im Nationalsozialismus. Frankfurt am Main 2014, ISBN 3-593-50098-1.